# Tiềm Sơn
Tiềm Sơn (chữ Hán giản thể: 潜山市, Hán Việt: Tiềm Sơn thị) là một thành phố cấp huyện của địa cấp thị An Khánh, tỉnh An Huy, Cộng hòa Nhân dân Trung Hoa. Thành phố có diện tích 1686 km², dân số 570.000 người, mã số bưu chính 246300, trụ sở thành phố đặt tại trấn Mai Thành. Tại thành phố này có thắng cảnh Thiên Trụ Sơn nổi tiếng. Về mặt hành chính, Tiềm Sơn được chia thành 11 trấn và 19 hương. 
- Trấn: Mai Thành, Hoàng Nê, Nguyên Đàm, Kỳ Bàn, Vương Hà, Dư Tỉnh, Thủy Hống, Hoàng Bách, Quan Trang, Tra Thủy, Thiên Trụ Sơn.
- Hương: Do Bá, Cổ Tỉnh, Bài Lâu, Đậu Mỗ, Long Đàm, Đỗ Phu, Lĩnh Đầu, Thanh Lâu, Hoàng Trung, Ngũ Miếu, Tam Diệu, Nghịch Thủy, Bành Hà, Cát Đỗ, Long Quan, Tháp Phán, Thủy Quý, Hậu Xung.